# 扎維季夫 (伊瓦尼奇區)
50°35′18″N 24°36′11″E / 50.58833°N 24.60306°E

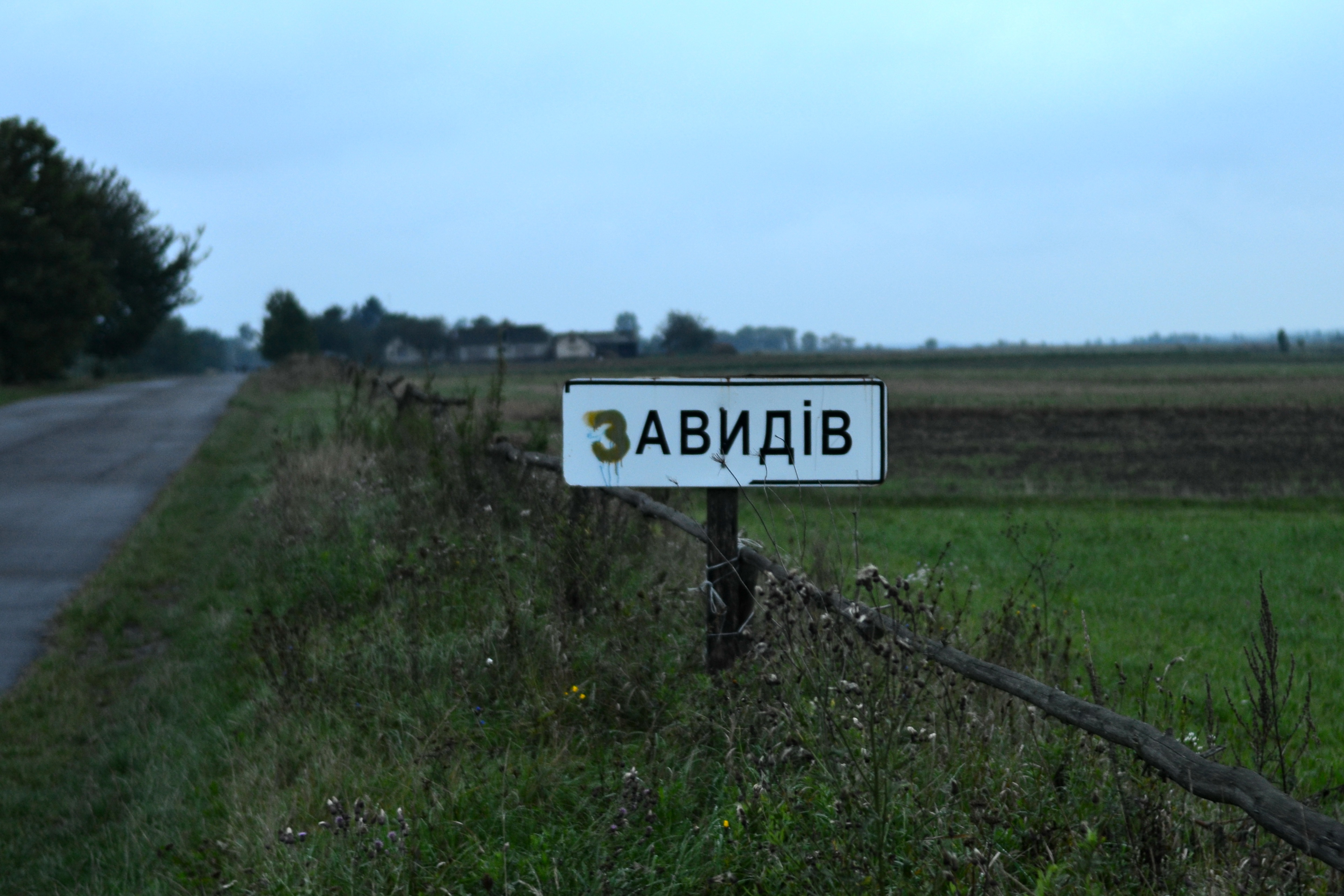
扎维季夫路牌

扎維季夫（烏克蘭語：Завидів）是位於烏克蘭西部沃倫州裏沃洛德米爾區的村莊，始建於1570年，面積13平方公里，海拔高度213米，2001年人口658，人口密度每平方公里50.62人。